# Gendarmerie des transports aériens
La Gendarmerie des transports aériens (GTA) (in italiano: Gendarmeria dei trasporti aerei) è un ramo della Gendarmerie nationale francese posta sotto la doppia supervisione della Gendarmeria e della Direzione generale dell'aviazione civile del Ministero dei trasporti.
Ha una forza di circa 1.100 ed è comandata da un alto ufficiale o da un ufficiale generale.
Le sue responsabilità sono incentrate sulla sicurezza aeroportuale. Svolge inoltre indagini giudiziarie relative a incidenti aerei civili.
La GTA è stata creata nel 1953 da unità specializzate della gendarmeria aeroportuale esistenti create a partire dal 1946.
La Gendarmerie des transports aériens non deve essere confusa con la Gendarmerie de l'air più piccola, che fornisce servizi di polizia all'Armée de l'air.

## Funzioni[4]
Le diverse responsabilità della GTA includono:
- polizia e sicurezza nei campi d'aviazione e negli aeroporti civili
- antiterrorismo
- attività antidroga
- sorveglianza delle merci
- sorveglianza degli impianti tecnici degli aeroporti (torri di controllo ecc.)
- controllo del traffico sulle strade all'interno degli aeroporti
- protezione dei visitatori importanti che si fermano per una sosta
- inchieste giudiziarie relative a incidenti di aeromobili civili

Il personale della GTA copre una vasta gamma di specialità, tra cui pattuglie di sicurezza, ispettori del trasporto, contro-cecchini, aviatori, addestratori di cani, auditor e ispettori sanitari. Tutto il personale segue un corso iniziale relativo all'aviazione chiamato Formation Aéronautique de Base. La maggior parte del personale riceve una formazione più specializzata presso l'École nationale de l'aviation civile.

## Unità
La sede della GTA è a Parigi. La GTA è divisa in due raggruppamenti metropolitani e nelle unità d'oltremare. I raggruppamenti metropolitani sono suddivisi in compagnie ed entrambi mantengono anche una Brigade de recherche.
Le diverse compagnie coprono più aeroporti oltre al solo aeroporto a loro nome. Ad esempio, la compagnia Paris-Orly copre anche Issy-les-Moulineaux, Beauvais-Tillé, Lille-Lesquin, Toussus-le-Noble e CRNA Nord Athis-Mons, la compagnia di Strasburgo copre anche Bâle-Mulhouse, Metz-Nancy-Lorraine et CRNA Est Reims e la compagnia di Bordeaux coprono anche Biarritz-Anglet-Bayonne e Pau.

### Raggruppamento settentrionale
Il raggruppamento settentrionale (Groupement Nord) ha sede all'aeroporto di Parigi-Charles-de-Gaulle. Contiene la compagnia Paris-Charles-de-Gaulle, la compagnia Paris-Orly, la compagnia Brest e la compagnia Strasburgo.

### Raggruppamento meridionale
Il raggruppamento meridionale (Groupement Sud) ha sede ad Aix-en-Provence. Contiene la compagnia di Lione, la compagnia di Bordeaux, la compagnia di Marsiglia, la compagnia di Nizza e la compagnia di Tolosa.

### Gendarmeria del trasporto aereo d'oltremare
Sette piccole brigate (tipicamente da dieci a dodici gendarmi ciascuna) coprono le installazioni all'estero. Insieme, queste sono conosciute come "Gendarmeria del trasporto aereo d'oltremare" ("Gendarmerie des transports aériens outre-mer"):
- Brigade de Cayenne-Félix Éboué (Guyana)
- Brigade de Nouméa-La Tontouta (Nuova Caledonia)
- Brigade du Lamentin (Martinica)
- Brigade de Guadeloupe
- Brigade de Saint-Denis (Riunione)
- Brigade de Tahiti-Faaa (Polinesia francese)
- Brigade de Aéroport de Dzaoudzi-Pamandzi (Mayotte)